# Tony Rolt
Anthony Peter Roylance „Tony“ Rolt (* 16. Oktober 1918 in Bordon, Hampshire; † 6. Februar 2008 in Warwick, Warwickshire) war ein britischer Automobilrennfahrer, mehrfach ausgezeichneter Offizier sowie ein Techniker und Unternehmer. Rolt, sowohl im Rennsport als auch im Geschäfts- und Privatleben häufig respektvoll „The Major“ genannt, lebte 56 Jahre lang in der Shakespeare-Stadt Stratford-upon-Avon. Er starb mit 89 Jahren im Krankenhaus von Warwick an einer Lungenentzündung.

## Schüler, Rennsport-Amateur und Soldat
Nachdem Rolt seine Kindheit in Llanelwy (engl. St Asaph; Denbighshire, Wales) verbracht hatte, begann er schon während seiner Schulzeit am Eton College in der ersten Hälfte der 1930er-Jahre mit einem Morgan Threewheeler seine Rennfahrerkarriere bei Schüler-Trials und ab Mitte der 1930er bei Automobilrennen. Nach Anfangserfolgen beim 24-Stunden-Rennen von Spa-Francorchamps 1936 und bei diversen britischen Clubrennen erwarb er den „Remus“ genannten ERA von Prinz Bira. Damit gewann er u. a. 1939 im Donington Park die British Empire Trophy, ehe er als Sohn von Brigadier-General Stuart Peter Rolt im Rahmen einer Ausbildung in Sandhurst ebenfalls in den Militärdienst eintrat. Zu Beginn des Zweiten Weltkriegs war er Lieutenant und geriet schon im Mai 1940 im Verlauf des Rückzugs der britischen Truppen aus Frankreich bei Calais in deutsche Kriegsgefangenschaft.
Nach insgesamt sieben missglückten Fluchtversuchen wurde er nach Schloss Colditz verbracht, wo er ab dem Frühjahr 1944 maßgeblich am Fluchtprojekt des sogenannten Colditz Gliders beteiligt war. Wegen seiner Verdienste im Kampf um Calais wurde Rolt mit dem Military Cross ausgezeichnet, später erhielt er dazu noch eine sogenannte Medal Bar für die wiederholten Fluchtversuche aus der Kriegsgefangenschaft. Im Rang eines Majors quittierte Rolt nach Kriegsende seinen Dienst beim Militär, weil er eine für ihn weit interessanter erscheinende Zukunft im Rennsport sah.
Tony Rolt mied später jeglichen Wirbel um seine Zeit als Soldat und nahm auch nicht an den Treffen der ehemaligen Colditz-Insassen teil. Zitat: „Escaping was not a game. Nor was it fun. It was a duty.“ („Entfliehen war kein Spiel. Es war auch kein Spaß. Es war unsere Pflicht.“)

## Profi-Rennfahrer
Tony Rolt war zum Zeitpunkt seines Todes das letzte Mitglied des British Racing Drivers’ Club (BRDC), das bereits vor dem Zweiten Weltkrieg an internationalen Motorsport-Veranstaltungen teilgenommen hatte. Seine Mitgliedschaft bestand seit dem Jahr 1936.
Mit Rolt verstarb außerdem der letzte Pilot, der am Debüt-Weltmeisterschaftslauf der Formel 1, dem Großen Preis von Großbritannien 1950, teilgenommen hatte. Dort übernahm er den von Peter Walker für Startplatz 10 qualifizierten ERA, mit dem er jedoch nach nur vier Runden einen Getriebeschaden erlitt. Dreimal war Rolt in der Formel 1 am Start, nach 1950 auch 1953 und 1955, jeweils beim Großen Preis von Großbritannien. Punkte für die Fahrerweltmeisterschaft konnte er allerdings nicht erringen, weil er bei allen drei Rennen durch technische Probleme vorzeitig ausfiel. 1953 hatte sein Connaught Type A nach 70 Runden einen Antriebswellenschaden, 1955 ging an seinem Connaught nach 18 Runden die Drosselklappe kaputt.
Seine größten Erfolge im Motorsport feierte Rolt als Jaguar-Werksfahrer und als absoluten Höhepunkt 1953 einen Sieg bei den 24 Stunden von Le Mans. Als Partner von Duncan Hamilton hatte er dabei einen Jaguar C-Type gefahren. Im Jahr darauf steuerte er zusammen mit Hamilton eines der neuen Modelle Jaguar D-Type in Le Mans auf den zweiten Rang, aufgrund eines zusätzlichen Ölfilterwechsel-Stopps mussten sie sich dem Ferrari-Team José Froilán González und Maurice Trintignant geschlagen geben. Auch 1955 waren Hamilton/Rolt wieder bei den 24 Heurs du Mans dabei, fielen allerdings an zweiter Stelle liegend vorzeitig aus. Nachdem Rolt danach zusammen mit seiner Ehefrau Lois Augenzeuge des schrecklichen Unfalls von Pierre Levegh geworden war, traf er die Entscheidung, sich zukünftig nur noch seinem Unternehmen zu widmen.

## Techniker und Unternehmer
Nach seiner Rückkehr aus dem Krieg und der Beendigung des Militärdienstes begann Rolt erneut eine Zusammenarbeit mit Rennsport-Veteran Freddie Dixon, der schon Ende der 1930er seinen ERA-Rennwagen verbessert und gewartet hatte. Gemeinsam entwickelten sie Allradantriebe und Allradlenkungen, anfänglich firmierten die beiden unter dem Namen Dixon Rolt Developments. Nachdem Rolt 1950 den vorherigen Traktorproduzenten Harry Ferguson (Massey Ferguson) für sich gewinnen konnte, trennten sich jedoch die Wege von Dixon und Rolt erneut.
Die neu gegründete Firma Ferguson Research Ltd. wurde im Laufe der Jahre aufgrund ihrer Leistungen immer bekannter und produzierte mit dem Ferguson Formula (FF) genannten System einen Vierradantrieb, der zwischen 1961 und 1971 wiederholt sogar in der Formel 1 zum Einsatz kam. Auch der zwischen 1966 und 1971 in einer kleinen Stückzahl von nur 320 Exemplaren produzierte Jensen FF verfügte über diese technische Innovation. Nachdem Harry Ferguson im Oktober 1960 überraschend verstorben war, gründete Rolt 1971, nach der Schließung von Ferguson Research und mit dem Einverständnis der Ferguson-Erben, sein eigenes Unternehmen namens FF Developments. Das wurde zu einem wichtigen Partner für Ford, Chrysler, Audi, Fiat/Lancia und General Motors, bevor es 1994 von Tony Rolt an die Firma Ricardo Consulting Engineers verkauft wurde.

## Statistik

### Statistik in der Automobil-Weltmeisterschaft

#### Gesamtübersicht
| Saison | Team                   | Chassis          | Motor              | Rennen | Siege | Zweiter | Dritter | Poles | schn. Rennrunden | Punkte | WM-Pos. |
| ------ | ---------------------- | ---------------- | ------------------ | ------ | ----- | ------- | ------- | ----- | ---------------- | ------ | ------- |
| 1950   | Peter Walker           | ERA E-Type       | ERA 1.5 L6s        | 1      | −     | −       | −       | −     | −                | −      | NC      |
| 1953   | Rob Walker Racing Team | Connaught Type A | Lea-Francis 2.0 L4 | 1      | −     | −       | −       | −     | −                | −      | NC      |
| 1955   | Rob Walker Racing Team | Connaught Type B | Alta 2.5 L4        | 1      | −     | −       | −       | −     | −                | −      | NC      |
| Gesamt | Gesamt                 | Gesamt           | Gesamt             | 3      | −     | −       | −       | −     | −                | −      |         |

#### Einzelergebnisse
| Saison | 1 | 2 | 3 | 4 | 5   | 6 | 7 | 8 | 9 |
| ------ | - | - | - | - | --- | - | - | - | - |
| 1950   |   |   |   |   |     |   |   |   |   |
| DNF    |   |   |   |   |     |   |   |   |   |
| 1953   |   |   |   |   |     |   |   |   |   |
|        |   |   |   |   | 7   |   |   |   |   |
| 1955   |   |   |   |   |     |   |   |   |   |
|        |   |   |   |   | DNF |   |   |   |   |

| Legende  | Legende            | Legende                                                          |
| Farbe    | Abkürzung          | Bedeutung                                                        |
| -------- | ------------------ | ---------------------------------------------------------------- |
| Gold     | –                  | Sieg                                                             |
| Silber   | –                  | 2. Platz                                                         |
| Bronze   | –                  | 3. Platz                                                         |
| Grün     | –                  | Platzierung in den Punkten                                       |
| Blau     | –                  | Klassifiziert außerhalb der Punkteränge                          |
| Violett  | DNF                | Rennen nicht beendet (did not finish)                            |
| Violett  | NC                 | nicht klassifiziert (not classified)                             |
| Rot      | DNQ                | nicht qualifiziert (did not qualify)                             |
| Rot      | DNPQ               | in Vorqualifikation gescheitert (did not pre-qualify)            |
| Schwarz  | DSQ                | disqualifiziert (disqualified)                                   |
| Weiß     | DNS                | nicht am Start (did not start)                                   |
| Weiß     | WD                 | zurückgezogen (withdrawn)                                        |
| Hellblau | PO                 | nur am Training teilgenommen (practiced only)                    |
| Hellblau | TD                 | Freitags-Testfahrer (test driver)                                |
| ohne     | DNP                | nicht am Training teilgenommen (did not practice)                |
| ohne     | INJ                | verletzt oder krank (injured)                                    |
| ohne     | EX                 | ausgeschlossen (excluded)                                        |
| ohne     | DNA                | nicht erschienen (did not arrive)                                |
| ohne     | C                  | Rennen abgesagt (cancelled)                                      |
| ohne     | keine WM-Teilnahme |                                                                  |
| sonstige | P/fett             | Pole-Position                                                    |
| sonstige | 1/2/3/4/5/6/7/8    | Punktplatzierung im Sprint-/Qualifikationsrennen                 |
| sonstige | SR/kursiv          | Schnellste Rennrunde                                             |
| sonstige | *                  | nicht im Ziel, aufgrund der zurückgelegten Distanz aber gewertet |
| sonstige | ()                 | Streichresultate                                                 |
| sonstige | unterstrichen      | Führender in der Gesamtwertung                                   |

### Le-Mans-Ergebnisse
| Jahr | Team                        | Fahrzeug                | Teamkollege     | Platzierung | Ausfallgrund       |
| ---- | --------------------------- | ----------------------- | --------------- | ----------- | ------------------ |
| 1949 | R.R.C. Walker Racing Team   | Delahaye 135CS          | Guy Jason-Henry | Ausfall     | Lagerschaden       |
| 1950 | Healey Motors Ltd.          | Nash-Healey E           | Duncan Hamilton | Rang 4      |                    |
| 1951 | Donald Healey Motor Company | Nash-Healey Sport Coupe | Duncan Hamilton | Rang 6      |                    |
| 1952 | Jaguar Ltd.                 | Jaguar C-Type           | Duncan Hamilton | Ausfall     | Zylinder überhitzt |
| 1953 | Jaguar Cars Ltd.            | Jaguar C-Type           | Duncan Hamilton | Gesamtsieg  |                    |
| 1954 | Jaguar Cars Ltd.            | Jaguar D-Type           | Duncan Hamilton | Rang 2      |                    |
| 1955 | Jaguar Cars Ltd.            | Jaguar D-Type           | Duncan Hamilton | Ausfall     | Getriebeschaden    |

### Einzelergebnisse in der Sportwagen-Weltmeisterschaft
| Saison | Team   | Rennwagen     | 1   | 2   | 3   | 4   | 5   | 6   | 7   |
| ------ | ------ | ------------- | --- | --- | --- | --- | --- | --- | --- |
| 1953   | Jaguar | Jaguar C-Type | SEB | MIM | LEM | SPA | NÜR | RTT | CAP |
| 1953   | Jaguar | Jaguar C-Type |     | DNF | 1   |     |     | DNF |     |
| 1954   | Jaguar | Jaguar D-Type | BUA | SEB | MIM | LEM | RTT | CAP |     |
| 1954   | Jaguar | Jaguar D-Type |     |     |     | 2   | DNF |     |     |
| 1955   | Jaguar | Jaguar D-Type | BUA | SEB | MIM | LEM | RTT | TAR |     |
| 1955   | Jaguar | Jaguar D-Type | DNF |     |     |     |     |     |     |